# Arbres menacés
Les arbres menacés sont ceux reconnus comme tels, à échelle planétaire, par la communauté internationale (via la Convention sur le commerce international des espèces de faune et de flore sauvages menacées d'extinction (CITES) ou la liste rouge de l'UICN établie par l'Union internationale pour la conservation de la nature (UICN).
Les menaces sont de natures variées et immédiates et/ou différées dans l'espace et dans le temps. 

Elles sont par exemple liées à la déforestation, à la surexploitation d'une essence (parfois depuis plusieurs décennies comme pour l'acajou ou l'ébène) ou à des maladies (graphiose de l'orme). 
De nombreux genres d'arbres peuvent comprendre des espèces et sous-espèces endémiques ou rares menacées, mais les données précises n'existent pas à ce niveau de détail. De plus, on découvre encore périodiquement de nouvelles espèces d'arbres. La liste ci-après ne doit donc pas être considérée comme exhaustive.

## Menaces
Selon une étude de l'association Botanic Gardens Conservation International (BGCI), datée de septembre 2021, un tiers des arbres de la planète sont menacés d'extinction, spécifiquement au Brésil, en raison de l'agriculture intensive et du réchauffement climatique.

## Protection internationale par la CITES
La CITES, début 2007 a classé les espèces dans trois annexes :
L'Annexe I (Commerce interdit) comprend :
- Araucaria araucana,
- Abies guatemalensis,
- Podocarpus parlatorei,
- Dalbergia nigra (= Palissandre de Rio)

L'Annexe II (début 2007) regroupe 5 espèces nécessitant un permis d’exporter et certificat d’importation
- Swietenia humilis, mahogany macrophylla (= Mogno, Acajou)
- Pericopsis elata (= Afrormosia)
- Guaiacum officinale, sanctum (= Gaïac)
- Pterocarpus santalinus
- Platymiscium pleiostachyum

L'Annexe III regroupait début 2007 deux espèces nécessitant permis d ’exporter et attestation d’origine
- Cedrela odorata (Cedro, or. Colombie, Pérou)
- Gonystylus sp.pl. (nom commun : Ramin)

## Europe

### France
Le peuplier noir est au bord de l'extinction ou a disparu dans de nombreuses régions et il est en Europe à la fois victime d'extinction de ses populations naturelles et d'une érosion génétique .

L'orme a beaucoup souffert de la graphiose de l'orme qui lui a fait perdre beaucoup de sa diversité génétique

De nombreuses espèces (locales ou introduites) sont victimes de maladies émergentes (phytopathologies), sans toutefois être déjà considérées comme réellement menacées.

Certains craignent qu'un réchauffement climatique trop brutal ne cause la régression ou disparition de certaines essences (Hêtre commun par exemple) de tout ou partie des régions de France.

## Afrique
- Moabi, Cupressus dupreziana A. Camus 1926. Afrique du nord, Afrique centrale.

- Cèdre du Cap, Widdringtonia cedarbergensis.

## Amérique
- Paubrasilia echinata

- Araucaria du Chili

- Araucaria luxurians

- Acajou des Antilles

Plus de 2000 espèces d'arbres sont menacées d'après l'Union internationale pour la conservation de la nature (UICN).